# 親指の秘めごと
『親指の秘めごと』（おやゆびのひめごと）は、かわはらなつみによる日本の漫画作品。『ChuChu』（小学館）にて、2008年5月号から7月号まで掲載された。魔法のiらんどととタイアップし、結衣とのコラボレーションでも話題になった。

## ストーリー
明日子とあさみと瑛二は幼なじみの3人組。明日子は、携帯の小説でAzuとして気持ちを携帯小説につづるが、その小説に影響されたあさみは瑛二に告白すると言い出し…。

## キャラクター
明日子
主人公。真面目で大人びてる。azuとして気持ちを表し携帯小説を書いている。
あさみ
明るく天使爛漫。食べる事が大好き。髪型はツインテール。
瑛二
不器用だが面倒見が良い。あさみのツッコミ役。

## 単行本
ChuChuコミックスとして1巻が小学館から発売されている。併録作は「恋のカケヒキ」、「海からの手紙」、「FLY HIGH」。